# Watsonidia pardea
Watsonidia pardea là một loài bướm đêm thuộc phân họ Arctiinae, họ Erebidae.